# Dominika Wolski
Dominika Wolski (ur. 4 maja 1975 w Szczecinie) – polska aktorka.
Gdy miała 7 lat, wyemigrowała do Stanów Zjednoczonych. Posługuje się trzema językami: polskim, angielskim i francuskim.

## Filmografia
- 2004: Meltdown jako Tamara
- 2002-2004: Jeremiah jako Chloe
- 2001-2004: Chris Isaak Show, The  jako Randkowa partnerka Cody'ego
- 2000-2002: Cień anioła jako Kapłanka
- 2000-2005: Andromeda jako Hada